# Bekján Mankíyev
Bekján Yunúzovich Mankíyev (en ruso: Бекхан Юнузович Манкиев; Surjaji, 15 de septiembre de 1986) es un deportista ruso de origen ingusetio que compite en lucha grecorromana. Su hermano Nazyr campitió en el mismo deporte.
Ganó una medalla de bronce en el Campeonato Mundial de Lucha de 2011 y dos medallas de bronce en el Campeonato Europeo de Lucha, en los años 2009 y 2013.

## Palmarés internacional
| Campeonato Mundial | Campeonato Mundial | Campeonato Mundial | Campeonato Mundial |
| Año                | Lugar              | Medalla            | Categoría          |
| ------------------ | ------------------ | ------------------ | ------------------ |
| 2011               | Estambul (Turquía) | Medalla de bronce  | 55 kg              |
| Campeonato Europeo |                    |                    |                    |
| Año                | Lugar              | Medalla            | Categoría          |
| 2009               | Vilna (Lituania)   | Medalla de bronce  | 55 kg              |
| 2013               | Tiflis (Georgia)   | Medalla de bronce  | 55 kg              |